# Pia Poppenreiter
 (septembre 2015).
Pia Poppenreiter est une femme d'affaires allemande, née en 1987, ayant développé des start-ups sur internet spécialisées dans les rencontres tarifées entre adultes et en Allemagne.
Sa première application pour téléphones portables, en 2014 et nommée Peppr,, est clairement destinée à mettre en contact des prostituées et des clients, sur le territoire allemand où la prostitution est légale depuis 2002. Cette application, qui permet une inscription gratuite des prostituées et payante pour les clients, a été abandonnée depuis par sa créatrice.
Sa seconde application, en 2015 et nommée Ohlala, permet aux femmes de se faire rémunérer pour leur « compagnie » : d'après Pia Poppenreiter « tout est possible, du dîner romantique jusqu’au sexe », « les femmes sont seules à décider à qui elles veulent montrer leur profil. Chez Ohlala, ce sont les femmes qui portent le pantalon ! ». On peut s’interroger sur l’honnêteté d’un tel discours notent Les Inrocks en août 2015.